# Scopula tsekuensis
Scopula tsekuensis là một loài bướm đêm trong họ Geometridae.